# Прави мишићи очне јабучице
Прави мишићи очне јабучице су парни мишићи главе, који покрећу око у свим правцима и усмеравају га ка посматраним објектима. То су четвртасти, пљоснати, тракасти мишићи, који се у виду купе пружају од врха очне дупље до беоњаче. У ову групу спадају:
- горњи прави мишић,
- доњи прави мишић,
- спољашњи прави мишић (лат. musculus rectus lateralis) и
- унутрашњи прави мишић (лат. musculus rectus medialis).

Сва четири члана се припајају на тзв. заједничком тетивном прстену, који се причвршћује у пределу врха очне дупље и окружује оптички канал. Одатле се они простиру унапред, обухватају очну јабучицу и настављају се завршним тетивама које су уткане у предњи део беоњаче.
Спољашњи прави мишић инервише живац одводилац, док су остала три инервисана живцем покретачем ока. Спољашњи прави мишић повлачи око директно упоље, унутрашњи га повлачи ка унутра, горњи прави мишић покреће очну јабучицу навише и унутра, а доњи мишић ка наниже и унутра.